# Derog Gioura
Derog Gioura (* 1. September 1932 in Ubenide; † 25. September 2008 in Nauru) war ein nauruischer Politiker und ehemaliger Präsident der Republik Nauru. 
Als sein Vorgänger Bernard Dowiyogo am 10. März 2003 starb, wurde er vom nauruischen Parlament zum Interimspräsidenten gewählt. Kurz darauf bei der Parlamentswahl am 3. Mai wurde er knapp ins Parlament wiedergewählt und kandidierte als Präsident, zusammen mit Ludwig Scotty und Kinza Clodumar.
Am folgenden 29. Mai 2003 erlitt Gioura einen Herzinfarkt, worauf er als Kandidat ausschied. Er wurde nach Melbourne in ein Spital eingeliefert, wo er behandelt wurde. Am selben Tag wählte das Parlament Ludwig Scotty zum neuen Präsidenten. Wieder erholt von seiner Krankheit kehrte er nach Nauru zurück und unterstützte René Harris bei seinem erfolgreichen Versuch, Scotty durch ein Misstrauensvotum zu stürzen. Gioura war seither nauruischer Minister für Frauen und Familie. Da Harris bei einem erneuten Misstrauensvotum am 22. Juni 2004 verdrängt worden war, wurde Gioura als Minister abgesetzt, verblieb jedoch als Parlamentarier. Durch die Auflösung des Parlaments im Oktober 2004 verlor er jedoch dieses Mandat. Auch bei den kurz darauffolgenden Neuwahlen schaffte er die Wiederwahl nicht.
Giouras Enkelin Gabrissa Hartman wurde 2017 ebenfalls Abgeordnete des Parlaments.